# Коценганнан
Коценганнан — один із тамільських царів з ранніх Чола.